# Klein-Heipertz
Klein-Heipertz ist eine Ortslage am Südrand des Solinger Stadtteils Merscheid.

## Lage und Beschreibung
Der Ort liegt an der nach ihm benannten Stichstraße, die im Norden von der Schorberger Straße abzweigt, zwischen der Landesstraße 67, der Löhdorfer Straße, im Südosten und der Bahnstrecke Solingen–Remscheid im Norden. Das Gelände in Klein-Heipertz fällt in westliche Richtung hinter dem Gewerbegebiet Schorberger Straße zum Ufer des Viehbachs hin stark ab. Die Ortslage selbst umfasst nur wenige Wohnhäuser auf dem Höhenrücken. Nördlich der Bahnstrecke befindet sich das Industriegebiet Schmalzgrube sowie die Landesstraße 141n, die Viehbachtalstraße. Benachbarte Orte sind bzw. waren (von Nord nach West): Merscheid, Schmalzgrube, Montanushof, Oben- und Mittelkatternberg, Straßen, Schorberg und Weckshäuschen.

## Etymologie
Die Ortsbezeichnung Klein-Heipertz entstand vermutlich in Analogie zu dem wesentlich älteren Hofschaftsnamen Heipertz. Brangs vermutet, Heipertz sei eine Genitivform und es sei ein Bezugswort zu ergänzen wie Hof, Haus oder Feld. Heipert wiederum sei ein Familienname.

## Geschichte
Klein-Heipertz entstand vermutlich im 19. Jahrhundert, in der Charte der Bürgermeisterei Merscheid von 1830 ist der Ort bereits ohne Namen verzeichnet. In anderen Kartenwerken des 19. Jahrhunderts wie der Topographischen Aufnahme der Rheinlande von 1824, der Preußischen Uraufnahme von 1844 sowie der Topographischen Karte des Regierungsbezirks Düsseldorf von 1871 ist der Ort hingegen nicht verzeichnet. Er tritt erst in der Preußischen Neuaufnahme von 1893 als Kl. Heipertz in Erscheinung. Der Ort lag an der zwischen 1865 und 1867 gebauten Stichbahnstrecke der Eisenbahn zwischen dem Bahnhof Ohligs-Wald und dem Bahnhof Weyersberg, die 1867 eingeweiht wurde. Daraus entwickelte sich später die Bahnstrecke Wuppertal-Oberbarmen–Solingen.:113
Der Ort gehörte zur Stadt Merscheid, die im Jahre 1891 in Ohligs umbenannt wurde. Er befand sich unmittelbar an der Stadtgrenze zu Höhscheid, deren Hof Wüstenstraße (heute Montanushof genannt) auf der anderen Seite der Löhdorfer Straße lag. 
Klein-Heipertz gehörte zur Bürgermeisterei Merscheid, die 1856 zur Stadt erhoben und im Jahre 1891 in Ohligs umbenannt wurde. Die Gemeinde- und Gutbezirksstatistik der Rheinprovinz führt den Ort 1871 mit vier Wohnhäusern und 28 Einwohnern auf. Im Gemeindelexikon für die Provinz Rheinland von 1888 werden fünf Wohnhäuser mit 41 Einwohnern angegeben. 1895 besitzt der Ortsteil zehn Wohnhäuser mit 80 Einwohnern.
Mit der Städtevereinigung zu Groß-Solingen im Jahre 1929 wurde Klein-Heipertz ein Ortsteil Solingens.